# Nimaathap II
Nimaathap II (nj-m33.t-Ḥp, "Maat [la veritat] pertany a Hapi") va ser una reina egípcia, probablement de la V dinastia (c. 2400-2200 aC).
Només se la coneix per la seva tomba tipus mastaba excavada per George Andrew Reisner a Guiza (mastaba G 4712). Guiza ja no era una necròpolis reial a la V dinastia, i el seu lloc d'enterrament, lluny de les piràmides d'aquesta dinastia, és un misteri. Les cambres de culte de seva sepultura, a part d'una porta falsa, estaven sense decorar. A la porta falsa la reina hi apareix amb els següents títols:
- La que veu Horus i Seth
- Gran dels ceptre d'hetes

Aquests títols són típics de les reines del Regne Antic egipci.
La seva mastaba data per motius arquitectònics de la dinastia V, tot i que alguns autors hi veuen elements de la dinastia IV. Per tant, tampoc se sap de quin rei n'era l'esposa.